# Eurynomeus similis
Eurynomeus similis är en insektsart som beskrevs av Schmidt 1926. Eurynomeus similis ingår i släktet Eurynomeus och familjen vedstritar. Inga underarter finns listade i Catalogue of Life.